# Amalio Cuenca
Amalio Cuenca González (Riaza, 10 de julio de 1866-París, 28 de abril de 1943) fue un guitarrista flamenco español.

## Biografía
Guitarrista desde niño, fue hijo de un relojero de la localidad guadalajareña de Cincovillas establecido en Riaza y posteriormente en Segovia, aprendiendo el oficio de relojero junto a su padre. En 1890 se trasladó a Madrid y regentó una relojería en la calle de Atocha, en cuyo entorno existían numerosas cafeterías donde actuaban artistas flamencos andaluces. Fue allí donde se introdujo en el flamenco. Debutó en el Teatro de la Zarzuela en 1898, tocando en el intermedio del homenaje a Lucrecia Arana.
Domingo Prat recoge una reseña de Amalio Cuenca en su Diccionario de guitarristas:

CUENCA, Amalio - Ejecutante guitarrista y profesor en el género andaluz, vulgo "flamenco", contemporáneo, español. Desde niño se ejercitó en este instrumento, cultivándolo como "amateur". Sus mayores lo inclinaron a la profesión de relojero y más tarde, cuando el juego de pelota vasca estuvo en auge en España y América Latina, es decir, a fines del siglo XIX, trocó su paciente labor por la de pelotari profesional. Aquel público, que es el mismo, del "foot-ball" actual, se cansa del sport vascuence y Amalio Cuenca se lo cuenta a su guitarra y vuelve con más ardor a las prácticas comenzadas, y así en el año 1900 lo vemos formar parte del cuerpo de profesores de la extinguida "Sociedad Guitarrística Española", de Madrid, siendo sus compañeros de enseñanza el célebre Rafael Marín, José Rojo y Juan Viñolo, estos dos últimos en la clase de "Guitarra Clásica". En el concierto realizado por la entidad dicha, el 4 de mayo de 1900, "los tocaores" Cuenca y Sánchez tuvieron a su cargo uno de los números de la velada, siendo premiados con calurosos aplausos. Más tarde se traslada a París donde se radica definitivamente, dedicándose al profesorado e interviniendo en actos artísticos típicos del sur de España; así lo pudimos apreciar en nuestra visita a la capital de Francia en 1910, donde actualmente sigue rodeado de aprecio y admiración.

Falleció en el hospital Saint Joseph de París y fue sepultado en el cementerio de Bagneux. No tuvo descendencia.